# Новая Кошница
Но́вая Ко́шница — село в Дубоссарском районе непризнанной Приднестровской Молдавской Республики. Вместе с сёлами Новокомиссаровка, Боска и Новая Погребя входит в состав Новокомиссаровского сельсовета.